# モンスターハンター ポータブル 2nd G
『モンスターハンター ポータブル 2nd G』は、2008年（平成20年）3月27日にカプコンから発売されたPlayStation Portable用ソフトであり、『モンスターハンター ポータブル 2nd』（以下：『MHP2』）のアップグレード版である。

## 内容
初代『モンスターハンター』からMHP2までの要素を集めた集大成的作品にあたる。武器や防具、アイテムは前作から一部を除き、引き継ぎ可能。ただし、一部能力等が調整されている。新システムとして、狩りにアイルーを連れて行ける「オトモアイルー」が、また『MHP』でも存在した、上位クエストよりも難しいG級クエストが追加された。上位よりもモンスターの能力が上昇しているが、その分入手できる素材もグレードアップし、より強力な武器や防具が製造できるようになった。また、村で受注できるクエストに初めて「下位」と「上位」の区別がなされ、上位クエストはネコートから受注可能である。
『MHP』までに登場した旧フィールドや、『MHF』からの新フィールド「樹海」を登場させている他、前作には出現しなかったヤマツカミや、新モンスターとして「ナルガクルガ」や「ウカムルバス」などが登場し、その他複数の亜種モンスターも登場する。これらに加え、『MHF』からは「ヒプノック」、「ヴォルガノス」が登場。また、ほぼすべてのモンスターに攻撃方法の追加、調整がなされている。装備面では新たにG級ハンター用防具として「Xシリーズ」と「Zシリーズ」が追加された。これらの防具は髪の色のように3種類のカラーバランスの設定で、一部の色を変えることが出来る。武器については各武器種ごとに細かな性能の調整も行なわれ、前作においては驚愕の能力を有していたアカムトルム装備の下方修正が行われた。
今作ではシステム面においても変更されている部分があり、データインストール機能（本作では「メディアインストール」と称する）では、一部のゲーム情報をあらかじめメモリースティックに保存しておくことで、UMD単体からデータを読み込む場合と比べてロード時間を短縮することができる。『MHP2』で採用されたBGロードも継承され、この2つを組み合わせることによってロード時間がさらに短縮された。戦闘時のBGMは『MH2』のものから『MHF』のものへ変更されている。

## リリース
PSP-2000本体（特別カラー）とアクセサリーを同梱した「ハンターズパックG」もソフトと同時発売された。2009年7月23日には、PSP-3000本体（レッド・ブルー）を同梱した「新米ハンターズパック」が発売された（PSPJ-30006、PSPJ-30007）。
2008年10月にBest版、2009年12月に再Best版、2012年7月には再々Best版が発売された。
2014年5月8日にはiOS版が配信開始された。プラットフォームの違いによる高精細度化や読み込みの高速化に加え、ターゲットカメラ、自動追尾などの機能が追加されているほか、タッチパネルおよびMFiライセンスプログラムに対応したゲームコントローラでの操作に対応。Wi-Fi通信による4人までの協力プレイにはアドホックモードは必要ない。また、高精細度化にあたってはUIのレイアウト調整、アイコンをベクタ形式に変換した上で高解像度化、テクスチャは減色（PSPではデータ圧縮のために色を減らしていた）前のデータを使用している。2019年9月1日にiOS版の販売、及びサポートが終了した。

## 制作
辻本は、本作の開発期間が実質数か月しかなく、よいと思ったアイデアをどんどん放り込んだとのちに振り返っている。

### オトモアイルー導入
従来作品のシングルプレイにおいてはずっとモンスターに追われ続けるため、モンスターの注意を引き付ける相棒としてオトモアイルーが導入された。なお、開発は『モンスターハンター3』と並行して行われており、向こうが元ハンターで、こちらがアイルーと、それぞれが違う人物を相棒にしようとしてきたことから性質の違いを感じたと藤岡要はインタビューの中で振り返っており、このようなアプローチは『ポータブル』シリーズがうまくやってきたと語っている。
どのような要素を採用すれば楽しんでもらえるか考える中で、過去作品のフィールドの導入を思いつき、どうせならとすべてのフィールドを収録した。藤岡は亜種やG級などなど、とにかくやれるだけのことをやろうと一丸となったと電撃オンラインとのインタビューの中で振り返っている。

### iOSへの移植
iPhone 4が日本で売られるようになったころ、カプコン社内で伊津野英昭らが検証する中で「1,000円から1,500円あたりで購入可能な、ちゃんとしたゲームが足りない」ということに気づいた。この当時はカジュアルゲームが人気を集めていたものの、伊津野らは本格的なゲームにもニーズがあると考えていた。その後、伊津野はコンシューマ部門からモバイル部門へと異動し、その中で「自分たちと同世代のゲームファンは、遊ぶためにスマートフォンを持っているわけではない」という考えにいたり、コアゲーマーをスマートフォンに向けたいと考えていた。また、カプコン社内ではスマートフォンにゲームパッドをつける実験が行われており、『MHP2nd G』がその材料として用いられていた。前述の実験に加え、作品の人気から、同作をiOSへ移植しようということになった。当時同作を遊んでいた若年層は社会人となり生活環境も変わったため、機材を買い足さなくても手持ちのデバイスで遊べるという点から間口が広く敷居が低いタイトルになったとiOS版プロデューサーの塩沢夏希は「Gamebiz」とのインタビューの中で説明している。
伊津野はカプコンの同期でヘキサドライブとして独立した松下正和に同作の開発協力を依頼した。ヘキサドライブにとって、PlayStation Portable用ゲームをスマートフォンへ移植するのは同作が初めてであり、不安や問題は山積していた一方、松下はカプコン時代に『大神 絶景版』を制作したことがあり、そのノウハウを活かせるという考えもあった。
スペックの都合上、iPhone 4S以上での対応となった。開発当初、テクスチャーの解像度のみを高くしたところ、PlayStation Portableよりも小さな画面だったこともあり、十分綺麗に見えた。iPad 3のようなRetinaディスプレイの解像度でも作りたいと考えた結果、追加予算を投じて高解像度で作り直す羽目になり、時にはGPUのスペック不足に陥ることもあった。
グラフィックのHD化に加え、通信プレイ周りにも注意が払われた。当初はBluetoothのローカル接続による協力プレイが考案されたが、4人での協力プレイにしようとしたところ不安定になってしまい、見送られた。
また、開発当初の操作体系はボタンのみだったが、途中でフリック操作を考案した者が現れ、最終的にPlayStation 2版『モンスターハンター』に似た操作体系となった。ただし、誤操作防止の観点から、集会所などの項目を選択する際はアナログレバーの上に十字キーのパッドが設けられた。これ以外にもiOSに合わせた調整が行われた。

## 売り上げ・反響
2008年4月にシリーズ3作目のミリオンセラーを達成。その後も長きにわたり売り上げを伸ばし、2018年1月現在の累計売上本数は『MHP2』の2倍以上、Best版を含めて約422万本に達している。また、本作のテレビCMで用いられた「ひと狩りいこうぜ」はのちにシリーズにとってなじみのあるものとなった。
通常版が『Wii Fit』と共に日本ゲーム大賞2008年度大賞受賞。Best版が日本ゲーム大賞2009年度特別賞を受賞。